# Vương Linh Hoa
Vương Linh Hoa (tên tiếng Trung:王苓华) sinh năm 1961, nguyên là nghệ sĩ múa nổi tiếng và diễn viên điện ảnh Trung Quốc. Cô từng là nghệ sĩ múa chính Đoàn kịch múa và Opera Thượng Hải, thành viên Hiệp hội Múa Trung Quốc. Năm 1988, cô di cư sang Mĩ và hiện sống tại San Francisco, làm giảng viên múa cổ điển Trung Hoa rất nổi tiếng tại đây. Trong thời gian ở Trung Quốc cô còn tham gia đóng một số phim truyền hình trong đó có phim Tây Du Ký, vào vai Hạnh Tiên. Đặc biệt Vương Linh Hoa nổi bật qua vai chính trong phim điện ảnh "Quỷ muội" sản xuất năm 1985. Cô lập gia đình với một người Canada gốc Hoa, có hai con trai.